# Carl Magnus Gripenberg
Carl Magnus Gripenberg, född 25 december 1754 i Åbo, död 27 januari 1818 i Sankt Petersburg, Ryssland, var en svensk officer (major) under finska kriget 1808-1809.
Carl Magnus Gripenberg var son till lagmannen i Åbo Magnus Wilhelm Gripenberg och Johanna Margareta Blume.
Under det finska kriget var Gripenberg kommendant på Svartholms fästning. Ryska trupper omringade fästningen och det ryska artilleriet besköt fästningen sporadiskt, utan att den tog någon nämnvärd skada. Genom beslut av officerskåren ledd av Gripenberg kapitulerade Svartholm nästan utan motstånd den 18 mars 1808. Orsakerna till kapitulationen är i viss mån oklara men det förefaller klart att officerskåren varken trodde på fästningens eller Sveriges förmåga att försvara sig mot Ryssland i detta krig.
Som många andra finska officerare övergick Gripenberg snabbt i rysk tjänst efter kapitulationen. För kapitulationen blev han av många i Sverige stämplad som en förrädare och var en av det flertal officerare som skulle dömas till döden för förlusten av Finland. Till följd av allmän amnesti avbröts rättsprocessen även för hans del.